# Vriesea correia-arauji
Vriesea correia-arauji är en gräsväxtart som beskrevs av Edmundo Pereira och Penna. Vriesea correia-arauji ingår i släktet Vriesea och familjen Bromeliaceae. Inga underarter finns listade i Catalogue of Life.